# Ю Мі
Ю Мі (кор. 유미, нар. 9 травня 1986) — колишня південнокорейська тенісистка.
Найвищу одиночну позицію світового рейтингу — 299 місце досягла 8 вересня 2014, парну — 203 місце — 8 вересня 2014 року.
Здобула 6 одиночних та 18 парних титулів туру ITF.

## Фінали ITF

### Одиночний розряд: 11 (6–5)
| Легенда          |
| ---------------- |
| турніри $100,000 |
| турніри $75,000  |
| турніри $50,000  |
| турніри $25,000  |
| турніри $10,000  |

| Фінали за покриттям |
| ------------------- |
| Тверде (6–4)        |
| Ґрунт (0–1)         |
| Трава (0–0)         |
| Килим (0–0)         |

| Результат | Ранг | Дата              | Турнір                       | Покриття   | Суперниця        | Рахунок       |
| --------- | ---- | ----------------- | ---------------------------- | ---------- | ---------------- | ------------- |
| Поразка   | 1.   | 16 листопада 2003 | ITF Маніла, Філіппіни        | Ґрунт      | Септі Менде      | 4–6, 0–6      |
| Поразка   | 2.   | 19 червня 2005    | ITF Інчхон, Південна Корея   | Тверде     | Сє Шувей         | 1–6, 2–6      |
| Перемога  | 1.   | 17 липня 2005     | ITF Соґвіпхо, Південна Корея | Тверде     | Кім Мі Ок        | 6–2, 6–3      |
| Перемога  | 2.   | 28 травня 2006    | ITF Seogwipo                 | Тверде     | Лі Чін А         | 7–5, 6–2      |
| Поразка   | 3.   | 31 серпня 2009    | ITF Нонтхабурі, Таїланд      | Тверде     | Ангелина Габуєва | 4–6, 3–6      |
| Поразка   | 4.   | 9 листопада 2009  | ITF Manila                   | Тверде     | Лі Є Ра          | 6–4, 6–6 ret. |
| Перемога  | 3.   | 5 червня 2011     | ITF Кімчхон, Південна Корея  | Тверде     | Сема Юріка       | 6–3, 3–6, 6–1 |
| Перемога  | 4.   | 4 вересня 2011    | ITF Йонволь, Південна Корея  | Тверде     | Лі Хуа-Чень      | 6–1, 6–3      |
| Перемога  | 5.   | 25 березня 2013   | ITF Нісі-Тама, Японія        | Тверде     | Лі Чін А         | 1–6, 6–1, 6–2 |
| Поразка   | 5.   | 17 червня 2013    | ITF Gimcheon                 | Тверде     | Лі Є Ра          | 2–6, 6–2, 4–6 |
| Перемога  | 6.   | 21 липня 2014     | ITF Пхукет, Таїланд          | Тверде (i) | Зузана Злохова   | 6–4, 6–2      |

### Парний розряд: 35 (18–17)
| Легенда          |
| ---------------- |
| турніри $100,000 |
| турніри $75,000  |
| турніри $50,000  |
| турніри $25,000  |
| турніри $15,000  |
| турніри $10,000  |

| Фінали за покриттям |
| ------------------- |
| Тверде (16–16)      |
| Ґрунт (2–0)         |
| Трава (0–0)         |
| Килим (0–1)         |

| Результат | Ранг | Дата             | Турнір                       | Покриття   | Партнерка      | Суперниці                                | Рахунок               |
| --------- | ---- | ---------------- | ---------------------------- | ---------- | -------------- | ---------------------------------------- | --------------------- |
| Поразка   | 1.   | 13 грудня 2004   | ITF Джакарта, Індонезія      | Тверде     | Юлія Єфремова  | Аю Фані Дамаянті Септі Менде             | 6–4, 0–6, 5–7         |
| Перемога  | 1.   | 19 грудня 2004   | ITF Jakarta                  | Тверде     | Юлія Єфремова  | Чан Кйон Мі Лі Є Ра                      | 6–3, 6–3              |
| Перемога  | 2.   | 17 липня 2005    | ITF Соґвіпхо, Південна Корея | Тверде     | Чхе Кйон І     | Chang Kyung-mi Кім Мі Ок                 | 6–2, 6–1              |
| Перемога  | 3.   | 21 травня 2006   | ITF Тегу, Південна Корея     | Тверде     | Лі Чін А       | Chang Kyung-mi Кім Мі Ок                 | 4–6, 6–4, 6–2         |
| Перемога  | 4.   | 28 травня 2006   | ITF Seogwipo                 | Тверде     | Лі Чін А       | Cho Jeong-a Kim Ji-young                 | 6–3, 6–2              |
| Поразка   | 2.   | 18 червня 2006   | ITF Інчхон, Південна Корея   | Тверде     | Лі Чін А       | Чжуан Цзяжун Напапорн Тонгсалі           | 2–6, 4–6              |
| Поразка   | 3.   | 5 травня 2007    | ITF Incheon                  | Тверде     | Лі Чін А       | Тетяна Лужанська Романа Теджакусума      | 1–6, 4–6              |
| Поразка   | 4.   | 30 травня 2007   | ITF Ґумма, Японія            | Килим      | Чень Ї         | Куміко Їдзіма Акіко Йонемура             | 4–6, 4–6              |
| Поразка   | 5.   | 14 червня 2009   | ITF Бангкок, Таїланд         | Тверде     | Томоко Докей   | Варатчая Вонгтінчай Сучанун Віратпрасерт | 3–6, 1–6              |
| Поразка   | 6.   | 26 червня 2009   | ITF Bangkok                  | Тверде     | Томоко Докей   | Варатчая Вонгтінчай Сучанун Віратпрасерт | w/o                   |
| Поразка   | 7.   | 17 серпня 2009   | ITF Нонтхабурі, Таїланд      | Тверде     | Томоко Докей   | Джессі Ромп'єс Чжан Лін                  | 2–6, 6–1, [8–10]      |
| Поразка   | 8.   | 9 листопада 2009 | ITF Маніла, Філіппіни        | Тверде     | Хан На Ле      | Kim Sun-jung Лі Є Ра                     | 4–6, 6–4, [6–10]      |
| Перемога  | 5.   | 9 листопада 2009 | ITF Manila                   | Тверде     | Хан На Ле      | Чаріна Аревало Катаріна Ленерт           | 6–0, 6–3              |
| Поразка   | 9.   | 13 червня 2010   | ITF Токіо, Японія            | Тверде     | Chang Kyung-mi | Аояма Сюко Іноуе Акарі                   | 6–7(3–7), 0–6         |
| Перемога  | 6.   | 22 травня 2011   | ITF Коян, Південна Корея     | Тверде     | Kim Ji-young   | Kim Kun-hee Ю Мін Хва                    | 6–4, 6–2              |
| Поразка   | 10.  | 4 червня 2011    | ITF Кімчхон, Південна Корея  | Тверде     | Kim Ji-young   | Ремі Тедзука Чжань Хаоцін                | 5–7, 4–6              |
| Перемога  | 7.   | 4 вересня 2011   | ITF Йонволь, Південна Корея  | Тверде     | Kim Ji-young   | Kim Hae-sung Kim Ju-eun                  | 6–2, 6–4              |
| Поразка   | 11.  | 23 жовтня 2011   | ITF Сеул, Південна Корея     | Тверде     | Kim Ji-young   | Kang Seo-kyung Кім На Рі                 | 7–5, 1–6, [7–10]      |
| Поразка   | 12.  | 25 червня 2012   | ITF Інчхон, Південна Корея   | Тверде     | Kim Ji-young   | Сунь Шеннань Лян Чень                    | 3–6, 2–6              |
| Перемога  | 8.   | 9 вересня 2012   | ITF Yeongwol                 | Тверде     | Kim Ji-young   | Чжан Наньнань Чжан Юсюань                | 7–5, 6–4              |
| Поразка   | 13.  | 28 жовтня 2012   | ITF Seoul                    | Тверде     | Kim Ji-young   | Венісе Чань Нігіна Абдураїмова           | 4–6, 6–2, [10–12]     |
| Перемога  | 9.   | 14 січня 2013    | ITF Анталія, Туреччина       | Ґрунт      | Лі Чін А       | Еліне Буйкенс Келлі Верстег              | 6–3, 6–4              |
| Перемога  | 10.  | 21 січня 2013    | ITF Анталія                  | Ґрунт      | Лі Чін А       | Наталія Костич Гая Санесі                | 6–3, 6–1              |
| Поразка   | 14.  | 20 травня 2013   | ITF Goyang                   | Тверде     | Хан На Ле      | Хібіно Нао Омае Акіко                    | 4–6, 4–6              |
| Перемога  | 11.  | 24 червня 2013   | ITF Gimcheon                 | Тверде     | Хан На Ле      | Kim Yun-hee Yoo Jin                      | 6–3, 6–3              |
| Перемога  | 12.  | 28 жовтня 2013   | ITF Seoul                    | Тверде     | Хан На Ле      | Kim Sun-jung Ю Мін Хва                   | 2–6, 6–3, [10–6]      |
| Перемога  | 13.  | 10 березня 2014  | ITF Шеньчжень, КНР           | Тверде     | Хан На Ле      | Натела Дзаламідзе Поліна Лейкіна         | 6–1, 6–1              |
| Поразка   | 15.  | 28 квітня 2014   | ITF Seoul                    | Тверде     | Хан На Ле      | Лю Чан Тянь Жань                         | 4–6, 7–6(7–5), [6–10] |
| Перемога  | 14.  | 5 травня 2014    | ITF Incheon                  | Тверде     | Хан На Ле      | Ноппаван Летчівакарн Меліс Сезер         | 6–1, 6–1              |
| Поразка   | 16.  | 30 червня 2014   | ITF Gimcheon                 | Тверде     | Хан На Ле      | Ніномія Макото Чхой Чі Хі                | 3–6, 6–7(6–8)         |
| Перемога  | 15.  | 14 липня 2014    | ITF Пхукет, Таїланд          | Тверде (i) | Хан На Ле      | Іноуе Акарі Лі Ясюань                    | 6–4, 6–3              |
| Поразка   | 17.  | 21 липня 2014    | ITF Phuket                   | Тверде (i) | Хан На Ле      | Ніча Летпітаксінчай Пеангтарн Пліпич     | 3–6, 7–6(7–5), [9–11] |
| Перемога  | 16.  | 31 травня 2015   | ITF Чханвон, Південна Корея  | Тверде     | Хан На Ле      | Мана Аюкава Ніномія Макото               | 6–3, 6–1              |
| Перемога  | 17.  | 31 травня 2015   | ITF Goyang                   | Тверде     | Хан На Ле      | Лю Чан Лу Цзяцзін                        | 6–1, 7–5              |
| Перемога  | 18.  | 9 квітня 2016    | ITF Чханвон                  | Тверде     | Хан На Ле      | Лу Цзяцзін Елісе Мертенс                 | 4–6, 6–3, [10–7]      |